# Egyiptomi későkor
A Későkor az ókori Egyiptom történelmének utolsó olyan időszaka, amikor az ország még önálló volt, de beleszámítjuk a perzsa hódítások idejét is.

## Határai
A korszak a harmadik átmeneti kort követte, kezdetét néhol az I. Pszammetik által alapított XXVI. dinasztia uralmának kezdete (i. e. 664), máshol az első perzsa hódítás (i. e. 525) jelzi.
Végét pedig III. Alexandrosz makedón király (Nagy Sándor) hódítási idejére teszik i. e. 332-ben.
Néhol a makedón hódítás idejét (i. e. 332–305), majd a Ptolemaida-dinasztia időszakát (i. e. 305–30) is ide számítják, máshol azt külön korszakként (Hellenisztikus Egyiptom, Ptolemida-kor) tartják számon.

## Története

### Az első perzsa hódítás (i. e. 525 – i. e. 404)
I. e. 525-ben Egyiptomot meghódított II. Kambüszész. Hérodotosz ókori görög történetíró 100 évvel az események után úgy tudta, hogy ennek oka az egyszerű területszerzés mellett a királynak valamilyen rosszul sikerült egyiptomi, egyszerű udvarhölggyel kapcsolatos házassága vagy Kambüszész állítólagos egyiptomi származása lehetett, de ezeket az okokat már maga Hérodotosz is kétségbe vonta. III. Pszammetik fáraó vereséget szenvedett, elfogták és a Perzsa Birodalom területére vitték.
Kambüszész fáraóként uralkodott Egyiptomban (kártusba vésette a nevét), de a kormányzást a távoli Perzsa Birodalomból végezte, a közvetlen irányítást helyi szatrapáira bízta. Halála után (i. e. 522) utódai továbbra is hatalmukban tartották Egyiptomot. I. Dareiosz templomokat építtetett és újíttatott fel Egyiptom területén a Nílus-deltától (Buszirisz) egészen az Asszuántól északra fekvő el-Kabig, és befejezte a még II. Nékó által elkezdett Pélusziont és a Vörös-tenger összekötő csatorna megépítését. I. Xerxész idején, majd I. Artaxerxész alatt időről-időre kitörő kisebb-nagyobb lázadások voltak Egyiptomban (pl. III. Pszammetik fia, Inarósz, és a héliopoliszi Amürtaiosz vezetésével, i. e. 454). Artaxerxész uralkodásának második fele békében telt, II. Dareiosz alatt azonban újabb lázadások törtek ki, és i. e. 404-ben Egyiptom kivívta függetlenségét.

### Az utolsó honi dinasztiák (i. e. 404 – i. e. 343)
II. Dareiosz halála után Amonardisz szaiszi fejedelem egy 6 évig tartó gerilla-háború után fáraóvá nyilvánította magát (XXVIII. dinasztia). I. e. 399-es halála után új fáraó ült Egyiptom élére I. Nefaarud személyében (XXIX. dinasztia). Békés és nagyszabású építkezésekkel telt uralkodás után hunyt el, de fia helyett végül egy nem ismert eredetű személy, Hakórisz lépett a trónra.  Hakórisz Nepheritész fiának állította be magát, ezért itt hivatalosan nem tört meg a XXIX. dinasztia folytonossága. Hakórisz halála (i. e. 380) után fiát, II. Nefaarudot gyorsan megfosztották a tróntól, és Nahtnebeffel új (XXX.) család ült a fáraói székbe. Nektanebosz 18 évi uralkodott, és sok templom helyreállítása mellett megvédte az ország függetlenségét a támadó görög és perzsa hadaktól. Halála (i. e. 362) fia, Dzsedhór csak 2 évig uralkodott, a vendég görög zsoldos katonák eltartására kivetett adók miatt megfosztották a trónról, és arra unokaöccsét, Nahthórhebitt ültették i. e. 360-ban. II. Nektanebosz volt Egyiptom utolsó önálló fáraója, uralkodása 17 évig tartott. Nektanebosz uralkodása elején perzsa belháborúk miatt békesség honolt Egyiptom földjén, a fáraó pedig mindent megtett a régi egyiptomi hagyományok ápolásáért. Később azonban országa áldozatul esett a görög katonák által vezetett perzsa haderőnek i. e. 343-ban. Nektanebosz Núbiába menekült, további sorsa ismeretlen.

### A második perzsa hódítás és Nagy Sándor (i. e. 343 – i. e. 305)
A második perzsa uralom rövid ideig tartott, XXXI. dinasztia névvel lehet utalni rá, bár az uralkodók továbbra is a régi Akhaimenida-házból származtak. III. Artaxerxész, majd utódai (IV. Artaxerxész és III. Dareiosz) pár évnyi uralkodása alatt – akár az első hódítás – idején távolról, szatrapák által irányította Egyiptomot. I. e. 323-ban Mazakhész szatrapa háború nélkül meghódolt III. Alexandrosz makedón király (Nagy Sándor) előtt.
Nagy Sándor helyreállíttatta a perzsa hódítás alatt megrongált egyiptomit templomokat, majd Babilónia területére ment. Halála (i. e. 323) után fia (IV. Alexandrosz) és fivére (III. Philipposz) rövid ideig uralkodtak. Philipposzt i. e. 317-ben, Alexandroszt i. e. 309-ben meggyilkolták. Az Argoszi-dinasztia (XXXIII. dinasztia) ilyen kihalása után a diadokhoszok háborújában Egyiptom végül a makedón Ptolemaiosz hadvezér kezébe került, aki i. e. 305-től uralkodott királyként. (i. e. 309 és 305 között a már nem élő IV. Alexandrosz uralkodása szerint számolták az éveket.)

### A Ptolemaiosz-dinasztia (i. e. 305 – i. e. 30)
I. Ptolemaiosz és utóda hosszú életű dinasztiát alkottak, Egyiptom utolsó ókori (XXXIII.) dinasztiáját. Uralmuk alatt 275 éven át Egyiptomban hagyományos isten-királyként tisztelték őket, ugyanakkor a Mediterrán-világ hellenisztikus (görög kultúrájú) uralkodóként tekintett rájuk (akárcsak más akkori országok vezetőire). I. Ptolemaiosz uralkodásától kulturális fellendülést élt át az ország, a templomi építkezések mellett ekkor hozták létre az alexandriai könyvtár alapjait, és a pharoszi világítótorony is ekkor épült. Ptolemiaiosz köztisztviselői kara szilárd és virágzó államot tudott innentől fenntartani.
I. Ptolemaiosz i. e. 282-ben hunyt el. Utódai, akik valamennyien a Ptolemaiosz nevet viselték, számos háborút folytattak a szintén diadokhosz-eredetű szíriai-mezopotámiai Szeleukida Birodalommal. Az i. e. 160-as években a felemelkedő Rómától kértek segítséget a Szeleukidák ellen. A Római Birodalom fokozatos erősödésével párhuzamosan gyengül a Ptolemaidák állama, amelyben közrejátszott a számtalan belső (családon belüli) konfliktus és viszálykodás, valamint az uralkodók államügyekkel nem igen törődő, kicsapongó életformája.
Megemlítendő, hogy a családból számos, (a testvérházasságokból kifolyólag) testvérük-férjük mellett lévő királyné mellett több (önállóan is uralkodó vagy társuralkodó) királynő is származott. Mivel sok azonos nevű volt közöttük, gyakorlati okokból szokás dinasztiákon belül a sorszámozásuk, függetlenül attól, hogy tényleges uralkodónőkké váltak-e vagy sem (azaz nem mind a 7 Kleopátra volt királynő, némelyek csak királynék.)
Érdekes módon - más környező országokkal ellentétben - a meggyengült Egyiptom végzetéhez végül nem közvetlenül a rómaiak terjeszkedési vágya vezetett, hanem az utolsó uralkodók maguk idézték elő azt. XII. Ptolemaiosz uralkodása vezetett, akit az i. e. 50-es években elűztek Egyiptomból, és helyére leányát, Berenikét tették meg uralkodónak. Ptolemaiosz Rómába ment, majd római légiók támogatásával megölette Berenikét és visszaállította hatalmát Egyiptomban. Halála (i. e. 51) után leánya, VII. Kleopátra lett Egyiptom királynéja gyermek fivére-férjével, XIII. Ptolemaiosszal. Az egymással békében nem élő pár Iulius Caesarerral került kapcsolatba, aki ellenfelét, Pompeiust üldözte Egyiptomig. Bár XIII. Ptolemaiosz hamarosan életét vesztette a rómaiak ellen, Caesar nem olvasztotta be Egyiptomot, hanem meghagyta annak uralkodójául Kleopátrát. Hogy a kettős (férfi-női) uralkodás látszatát fenntartsa, Kleopátra ekkor feleségül és uralkodótárásul vette másik, szintén kiskorú öccsét, XIV. Ptolemaiosz néven, de a Caesarral való szerelmi viszonyából született fiát is társuralkodóként tartotta számon (XV. Ptolemaiosz). Miután Caesart i. e. 44-ben meggyilkolták, két örököse, Marcus Antonius és Octavianus között kirobbant a belháború. Kleopátra Antonius mellé állt. Miután Antonius vereséget szenvedett, ő és Kleopátra öngyilkosságot követett el (i. e. 30).
Nem adatott meg a lehetőség Kleopátra és Caesar fiának, Ptolemaiosz Kaiszariónnak („kis Caesar”), hogy XV. Ptolemaioszként egyesítse Egyiptomot Rómával, vagy akárcsak Egyiptomban uralkodhasson. Kleopátra Egyiptom örökösének szánta fiát. Caesar ugyan „örökös diktátori” hatalmát fogadott fiára, Octavianusra akarta hagyni, de Marcus Antonius szintén XV. Ptolemaioszt ismerte el Caesar jogos örökösének Octavianussal szemben. Antonius a fentieken túl úgy látta, hogy még a Perzsa területeket jogos örököse saját maga. I. e. 34-ben Kleopátrával közösen az úgynevezett „alexandriai adományokkal”  felosztották névleges és valós területeiket fiaik között (Kleopátra Antoniusnak is szült gyerekeket), Ptolemaiosz egyértelműen Egyiptom örökösének kinevezve. Octavianus nem hagyta jóvá ezt a szerződést, megtámadta Egyiptomot, majd Kleopátra és Antonius halála után „védelmébe vette” azok kiskorú gyermekeit. XV. Ptolemaiosz azonban elmenekült, majd egy tanácsadója javaslatára meghódolt Octavianus előtt. Ezt követően a benne vetélytársat látó Octavianus megölette őt.
Octavianus innentől Egyiptom ura is volt, Augustus császárként ismeri a történelem.

### Egyiptom utóélete
Egyiptom 395-től a Római Birodalom önállósodó keleti fele, a Bizánci Birodalom része lett. A 640-es évektől az arab Omajjád Kalifátus, majd az Abbászida Kalifátus uralta a területet, és Egyiptom csak a 860-as évektől (immár iszlám államként) kezdte visszanyerni a függetlenségét helyi dinasztiák (Túlúnidák, Ihsídidák, Fátimidák) alatt.

## A korszakhoz tartozó dinasztiák
- XXVI. dinasztia, más néven szaiszi dinasztia
  - I. Nékó (i. e. 672–664)
  - I. Pszammetik (i. e. 664–610)
  - II. Nékó (i. e. 610–595)
  - II. Pszammetik (i. e. 595–589)
  - II. Uahibré (i. e. 589–570)
  - II. Jahmesz (i. e. 570–526)
  - III. Pszammetik (i. e. 526–525)
- XXVII. dinasztia (Akhaimenida-ház): első perzsa uralom
  - Kambúdzsija (i. e. 525–522)
  - Bardíja (i. e. 522)
  - I. Dárajavaus (i. e. 522–486)
  - I. Khsajársá (i. e. 486–465)
  - I. Artakhsaszjá (i. e. 465–424)
  - II. Dárajavaus (i. e. 423–404)
- XXVIII. dinasztia
  - Amonardisz (i. e. 404–399)
- XXIX. dinasztia
  - I. Nefaarud (i. e. 399–393)
  - Hornebkha (i. e. 393)
  - Pszenmut (i. e. 393)
  - Hakór (i. e. 393–380)
  - II. Nefaarud (i. e. 380)
- XXX. dinasztia: az utolsó őslakos dinasztia
  - Nahtnebef (i. e. 380–362)
  - Dzsedhór (i. e. 362–360)
  - Nahthórhebit (i. e. 360–343)
- XXXI. dinasztia (Akhaimenida-ház): a második perzsa uralom
  - II. Artakhsaszjá (i. e. 342–338)
  - III. Artakhsaszjá (i. e. 338–336)
  - III. Dárajavaus (i. e. 336–332)
- XXXII. dinasztia (Argoszi-dinasztia)
  - III. Alexandrosz (i. e. 332–323)
  - III. Philipposz (i. e. 323–317)
  - IV. Alexandrosz (i. e. 323–309)
- XXXIII. dinasztia (Ptolemaiosz-dinasztia)
  - I. Ptolemaiosz (i. e. 305–282)
  - II. Ptolemaiosz (i. e. 282–246)
  - III. Ptolemaiosz (i. e. 246–222)
  - IV. Ptolemaiosz (i. e. 222–204)
  - V. Ptolemaiosz (i. e. 204–180)
  - VI. Ptolemaiosz (i. e. 180–145)
  - VII. Ptolemaiosz (i. e. 145–142)
  - VIII. Ptolemaiosz (i. e. 142–116)
  - IX. Ptolemaiosz (i. e. 116–107)
  - X. Ptolemaiosz (i. e. 107–88)
  - IX. Ptolemaiosz (2x, i. e. 88–80)
  - XI. Ptolemaiosz (i. e. 80)
  - XII. Ptolemaiosz (i. e. 80–58)
  - IV. Bereniké (i. e. 58–55)
  - XII. Ptolemaiosz (2x, i. e. 55–51)
  - VII. Kleopátra (i. e. 51–30)
  - XIII. Ptolemaiosz (i. e. 51–47)
  - XIV. Ptolemaiosz (i. e. 47–44)
  - XV. Ptolemaiosz (i. e. 44–30)